# Olivier Berlion
Olivier Berlion est un auteur et dessinateur de bande dessinée français, né à Lyon en 1969. 

## Biographie
Olivier Berlion s'inscrit à l'école Émile-Cohl après le baccalauréat. Après divers travaux de formation dans l'illustration, la publicité et la presse magazine, il fait connaissance avec le scénariste Éric Corbeyran au cours du festival d'Angoulême 1992. Ensemble, ils donnent naissance au Cadet des Soupetard ( Dargaud), dont la première aventure, La louche, paraît l’année suivante. Toujours sur scénario de Corbeyran, il dessine Lie-de-vin (Dargaud), ainsi que la série Sales mioches (Casterman). À partir de 2003, il crée Tony Corso / le privé de la Jet set, dont il dessine et scénarise 7 aventures jusqu'en avril 2014à ce jour[Quand ?]. En 2007, il publie Rosangella toujours avec Corbeyran, puis Garrigue en 2009.
Il écrit et dessine de 2001 à 2004 Histoires d'en Ville (Glénat).
Il écrit et dessine de 2015 à 2017 Le Juge (d'après l'affaire du juge Renaud assassinée en 1975) (dargaud).
Il crée la série concept l'Art du Crime qu'il co-écrit avec Marc Omeyer, 9 arts, 9 crimes, 9 histoires, dessine le premier et le dernier album. Les autres albums sont dessinés par Eric Stalner, Pedro Mauro, Eric Liberge, Karl T, Fabrice druet, Marc Bourgne et Steven lejeune (Glénat).
Il écrit et dessine de 2019 à 2022, la série Agata (saga se déroulant dans le New York des années 1930 sous le règne de Lucky Luciano) (Glénat)

## Publications
- Le Cadet de Soupetard (dessin), scénario d'Éric Corbeyran, Dargaud, coll. « Génération Dargaud » (tomes 1-5) :

1. Le Louche, 1993  (ISBN 2-205-04149-5).
2. La Boucholeuse, 1994  (ISBN 2-205-04188-6).
3. L'Œil de vitre, 1994  (ISBN 2-205-04258-0).
4. L'Arbre au Pierrot, 1995  (ISBN 2-205-04325-0).
5. Le Moucheur, 1997  (ISBN 2-205-04449-4).
6. Sous l'aile du diable, 1999  (ISBN 2-205-04681-0).
7. L'Âne en culotte, 2002  (ISBN 2-205-04876-7).

P'Tites Histoires courtes, 1996  (ISBN 2-205-04457-5).
P'Tites Histoires à l'école, 2000  (ISBN 2-205-04888-0).
P'Tites Histoires de vacances, 2004  (ISBN 2-205-05389-2).
- Sales Mioches (dessin), scénario d'Éric Corbeyran, Casterman :

1. L'Impasse, avril 1997, 48 p.  (ISBN 2-203-37801-8)
2. L'île Barbe, janvier 1998, 48 p.  (ISBN 2-203-37802-6)[2].
3. La Ficelle, janvier 1999, 48 p.  (ISBN 2-203-37803-4).
4. Mauvaise pente, mai 2000, 48 p.  (ISBN 2-203-37804-2).
5. La Veuve Pigeon, mai 2001, 48 p.  (ISBN 2-203-37805-0).

Berlion cède ensuite le dessin à Skiav. Il assure néanmoins les couleurs et les storyboards des tomes 6 et 7. seulement le storyboard sur le tome 8
- Lie-de-vin (dessin), scénario d'Éric Corbeyran, Dargaud, coll. « Long Courrier », 1999  (ISBN 2-205-04654-3).

- Histoires d'en ville (scénario et dessin), Glénat, coll. « Grafica » :

1. Rochecardon I, 2000  (ISBN 2-7234-3265-3)[3].
2. Rochecardon II, 2001  (ISBN 2-7234-3604-7).
3. Rochecardon III, 2002  (ISBN 2-7234-3952-6).

- Cœur tam-tam (dessin et adaptation), scénario de Tonino Benacquista, Dargaud, coll. « Long Courrier », 2003[4].

- Tony Corso (scénario et dessin), Dargaud :

1. La Comtesse Volodine, 2004  (ISBN 2-205-05567-4).
2. Prime time, 2005  (ISBN 2-205-05731-6).
3. La Fortune de Warren Bullet, 2006  (ISBN 2-205-05797-9).
4. L'Affaire Kowaleski, (préface Corbeyran) 2007  (ISBN 978-2-205-06003-4).
5. Vendetta, 2009  (ISBN 978-2-205-06239-7).
6. Bollywood Connection, 2013  (ISBN 978-2-205-06755-2).
7. La Donation Konstantin, 2014  (ISBN 978-2-205-07341-6).

- Rosangella (dessin), scénario d'Éric Corbeyran, Dargaud, coll. « Long Courrier », 2007  (ISBN 978-2-205-05806-2).

- Garrigue : Personne n'est à l'abri d'une mauvaise rencontre... (dessin), scénario d'Éric Corbeyran, Dargaud :

1. 2008  (ISBN 978-2-205-06111-6).
2. 2008  (ISBN 978-2-205-06112-3).

- Le Kid de l'Oklahoma (adapté du roman d'Elmore Leonard, Casterman / Rivages « Rivages-Casterman-noir », 2010.

- La Commedia des ratés (d'après le roman de Tonino Benacquista), Dargaud :

1. Première Partie, 2011  (ISBN 978-2-205-06355-4).
2. Deuxième Partie, 2011  (ISBN 978-2-205-06719-4).

- Destins no 9 : Le Procès (dessin), scénario de Denis Lapière d'après un concept de Frank Giroud, Glénat, coll. « Grafica », 2011.

- La Guerre des boutons (adapté du roman de Louis Pergaud), Dargaud :

1. L'Honneur des Longeverne, 2011  (ISBN 978-2-205-06904-4).
2. Pourris de Velran, 2012  (ISBN 978-2-205-06948-8).

- Dos à la mer (scénario avec Antonin Varenne), dessin d'Olivier Thomas, Emmanuel Proust éditions, coll. « Atmosphères » :

1. Ouest, févr. 2012, 55 p.  (ISBN 978-2-84810-384-6).
2. Sud, novembre 2012  (ISBN 978-2-84810-387-7).

- La Lignée (scénario avec Jérôme Félix, Laurent Galandon et Damien Marie), Bamboo, coll. « Grand Angle » :

1. Antonin 1937, dessinée d'Olivier Berlion, mai 2012, 48 p.  (ISBN 978-2-8189-0912-6).
2. Marius 1954, dessin de Xavier Delaporte, oct. 2012, 50 p.  (ISBN 978-2-8189-2132-6).
3. Maxime 1973, dessin d'Olivier Wozniak, févr. 2013, 48 p.  (ISBN 978-2-8189-2133-3).
4. Diane & David 1994, dessin de Frédéric Blier, avril 2013, 48 p.  (ISBN 978-2-8189-2134-0).

- Le Juge, la République assassinée (scénario et dessin), Dargaud :

1. Chicago-sur-Rhône (préface de Francis Renaud), mai 2015, 63 p.  (ISBN 978-2-205-07365-2).
2. Le Gang des lyonnais, avril 2016, 68 p.  (ISBN 978-2-205-07511-3).
3. Chronique d'une mort annoncée, janvier 2017, 68 p.  (ISBN 978-2-205-07606-6).

- L'Art du crime (scénario avec Marc Omeyer), Glénat, coll. « Grafica » :

1. Planches de sang, dessin d'Olivier Berlion, avril 2016, 48 p.  (ISBN 978-2-7234-9560-8).
2. Le Paradis de la terreur, dessin d'Éric Stalner, avril 2016, 48 p.  (ISBN 978-2-344-00496-8).
3. Libertalia, la cité oubliée, dessin de Pedro Mauro, septembre 2016, 48 p.  (ISBN 978-2-344-00497-5).
4. Electra, dessin d'Éric Liberge, septembre 2016, 48 p.  (ISBN 978-2-344-00782-2)
5. Le Rêve de Curtis Lowell, dessin de Karl T., mai 2017, 48 p.  (ISBN 978-2-344-00505-7).
6. Par-dessus les nuages, dessin de Fabrice Druet, septembre 2017, 48 p.  (ISBN 978-2-344-00783-9).
7. La Mélodie d'Ostelinda, dessin de Marc Bourgne, février 2018, 48 p.   (ISBN 978-2-344-01270-3).
8. Les Amants du Rialto, dessin de Steven Lejeune, mai 2018, 48 p.  (ISBN 978-2-344-01729-6).
9. Rudi, dessin Olivier Berlion (scénario avec Marc Omeyer), février 2019, 48 p.  (ISBN 978-2-344-00784-6).

- Agata (scénario, dessin et couleur), Glénat :

1. Le syndicat du crime, janvier 2019, 75 p.
2. Broadway, mai 2021, 72 p.
3. L'étoile du sud, mai 2022, 63 p.

## Prix
- 1996 : Prix de la Ligue de l'enseignement 41 avec Le cadet des Soupetard[5]
- 2000 : Prix des libraires suisses et prix coup de cœur Sierre festival pour Lie-de-vin (avec Corbeyran)[6]
- 2000 : Prix album de l'année Festival de Chambéry pour lie de vin (avec Corbeyran)[7]
- 2007 : Prix région centre Val de Loire pour Rosangella (avec Corbeyran)[5]
- 2007 : Prix BD, Polar Cognac pour Rosangella (avec Corbeyran)[8]
- 2011 : Prix Bulle d'or pour l'ensemble de son œuvre[9]
- 2017 : Prix Quai du Polar BD pour Le Juge[10]
- 2018 : Prix du meilleur scénario, Festi'BD de Moullins pour L'Art du Crime (avec Marc Omeyer)[11]
- 2020 : prix album bulle de burles festival Sainte Enimie pour Agata t1[12]
- 2021 : Prix meilleure série, Polar Cognac pour Agata[13]
- 2022 : Prix Frank Giroud du scénariste[14]